# Psilotrichum edule
Psilotrichum edule är en amarantväxtart som beskrevs av Charles Baron Clarke. Psilotrichum edule ingår i släktet Psilotrichum och familjen amarantväxter. Inga underarter finns listade i Catalogue of Life.